# Фолкнер, Джеймс
Джеймс Себа́стьян Фо́лкнер (англ. James Sebastian Faulkner, род. 18 июля 1948, Хампстед, Лондон) — английский актёр. Наиболее известен по многочисленным, преимущественно второстепенным, ролям в кино и на телевидении, а также по роли папы Сикста IV в телесериале «Демоны Да Винчи». Дебютировал на большом экране в роли Йозефа Штрауса в 1972 году в фильме «Большой вальс». Сыграл дядю Джоффри в фильмах «Дневник Бриджит Джонс» и «Бриджит Джонс: Грани разумного», лорда Дункана Кентворта в фильме «Агент Коди Бэнкс 2: Пункт назначения — Лондон», Рендилла Тарли в 6 сезоне сериала HBO «Игра престолов».

## Фильмография
| Год       | Название на русском        | Название на английском | Роль                     | Примечания                                                                                             |
| --------- | -------------------------- | ---------------------- | ------------------------ | --- |
| 1979      | Рассвет зулусов            | Zulu Dawn              | лейтенант Мелвилл        | Военная драма                                                                                          |
| 2007      | Хитмэн                     | Hitman                 | Смит Джеймисон           | Художественный фильм                                                                                   |
| 2008      | Ограбление на Бейкер-стрит | The Bank Job           | Гай Сингер               | Художественный фильм                                                                                   |
| 2011      | Люди Икс: Первый Класс     | X-Men: First Class     | банкир в женевском банке | Художественный фильм                                                                                   |
| 2013–15   | Демоны Да Винчи            | Da Vinci's Demons      | папа Сикст IV            | Постоянная роль; 14 эпизодов                                                                           |
| 2014      | Аббатство Даунтон          | Downton Abbey          | лорд Синдерби            | Второстепенная роль; 4 эпизода                                                                         |
| 2016–2017 | Игра престолов             | Game of Thrones        | Рендилл Тарли            | Эпизоды «Кровь моей крови», «Бурерождённая», «Правосудие королевы», «Трофеи войны» и «Восточный Дозор» |
| 2016      | Другой мир: Войны крови    | Underworld: Blood Wars | Кассиус                  | Художественный фильм                                                                                   |
| 2017      | Взрывная блондинка         | Atomic Blonde          | Си                       | Художественный фильм                                                                                   |